# The Tree of Life
The Tree of Life (dt.: „Der Baum des Lebens“) ist ein Spielfilm des US-amerikanischen Regisseurs Terrence Malick aus dem Jahr 2011. Das Drama, für das Malick auch das Drehbuch verfasste, schildert eine Familientragödie aus Texas und gibt dieser durch Zitate aus dem biblischen Buch Hiob einen spirituellen Rahmen. Damit handelt es sich bei The Tree of Life um einen religiösen Film ohne religiöse Dogmen. Die Familiengeschichte wird fragmentarisch aus der Sicht des erwachsenen Sohnes Jack, gespielt von Sean Penn, erzählt, mit Natur- und Trickaufnahmen kombiniert und mit existenziellen Fragen aus dem Off unterlegt. In weiteren Rollen sind Brad Pitt und Jessica Chastain als Eltern zu sehen. Der Film wurde von den Firmen Cottonwood Pictures, Plan B Entertainment und River Road Entertainment produziert und feierte seine Premiere am 16. Mai 2011 im Wettbewerb der 64. Filmfestspiele von Cannes. Dort wurde The Tree of Life mit der Goldenen Palme ausgezeichnet. 2012 folgten drei Oscar-Nominierungen.
Ein Kinostart in der deutschsprachigen Schweiz erfolgte am 26. Mai 2011, ein limitierter Kinostart in den Vereinigten Staaten einen Tag später. Die Veröffentlichung in Deutschland erfolgte am 16. Juni 2011.
Bei den Trickaufnahmen wurde der Spezialeffektkünstler Douglas Trumbull herangezogen, der unter anderem an Stanley Kubricks 2001: Odyssee im Weltraum mitgearbeitet hatte. Wiederholt zog die Fachkritik Vergleiche zu dem einflussreichen Science-Fiction-Film aus dem Jahr 1968.

## Handlung
Am Anfang des Films steht ein Zitat aus dem Buch Hiob (Kapitel 38, Verse 4 und 7) des Alten Testaments: 

„Wo warst du, als ich die Erde gründete? …
Als mich die Morgensterne miteinander lobten
und jauchzten alle Gottessöhne?“

 Nach dem Erscheinen eines mysteriösen, wabernden Lichtes beginnt der Film mit der Darstellung einiger Szenen aus der Kindheit der späteren Mrs. O’Brien. Die Darstellung der Lichterscheinung sowie Szenen aus Fantasiewelten dienen in der Folge als Verbindung verschiedener Erzählzeiten und Handlungsstränge. Die Handlung wird einige Jahre später im US-amerikanischen Texas fortgesetzt. Dort erhält Mrs. O’Brien – nunmehr Ehefrau und Mutter dreier Söhne – ein Telegramm, das sie vom Tod ihres 19-jährigen Sohnes R. L. im Rahmen eines Militäreinsatzes unterrichtet. Die Nachricht stürzt sie, ihren Ehemann und die verbliebenen Söhne in tiefe Trauer. Der älteste Sohn Jack verarbeitet dieses Trauma nicht und muss noch im Erwachsenenalter, als erfolgreicher Architekt in der Stadt Houston, jeden Tag an seinen verstorbenen Bruder denken.
Als Jack Zeuge wird, wie vor einem Gebäude ein Baum gepflanzt wird, wechselt die Handlung. Bilder des Urknalls und die Entstehung des Lebens auf der Erde werden gezeigt, die von flüsternd vorgetragenen existenziellen Fragen Jacks aus dem Off sowie im Verlauf des Films von weiteren Figuren untermalt sind. Es folgt ein verletzter Dinosaurier an einem Flussbett, den ein Räuber verschont. Daraufhin wechselt die Zeitebene in die 1950er Jahre ins texanische Waco. Die weiße Mittelklasse-Familie O’Brien lebt in einem alten, in der idyllischen Vorstadt gelegenen Haus mit ihren drei heranwachsenden Söhnen Jack, R. L. und Steve. Die drei Brüder sind hin- und hergerissen zwischen Vater und Mutter. Mr. O’Brien ist Ingenieur und hält eine hochrangige Stellung in einer örtlichen Raffinerie inne. Seinen früheren Ambitionen, Musiker zu werden, geht er nur noch zu Hause am Klavier und als Kirchenorganist nach. Er lässt zahlreiche Erfindungen patentieren und hofft, so eines Tages zu großem Wohlstand zu kommen. Gleichzeitig idolisiert Mr. O’Brien die reichen Land- und Immobilienbesitzer und erzieht seine Söhne mit äußerster Strenge. Damit will er erreichen, dass diese sich im späteren Leben durchsetzen können. Die sanftmütige, auf Gott vertrauende Mutter erträgt still die strenge Erziehung ihres Ehemannes.
Jack wird vom Ehrfurcht gebietenden Vater eingeschüchtert, und schließlich rebelliert er als Pubertierender gegen seine Eltern. Er springt aufmüpfig über die Bänke in der Kirche, quält – angestachelt durch seine gleichaltrigen Freunde – Tiere und verletzt einen seiner Brüder vorsätzlich. Mit Gleichaltrigen randaliert er in der Umgebung, und in ihm reifen erste erotische Phantasien über eine Nachbarin. Sein verhasster Vater kann ihn trotz Strafen nicht bändigen. Als Mr. O’Brien eines Tages das Auto repariert, spielt Jack mit dem Gedanken, den Wagenheber zu lösen und seinen Vater auf diese Weise zu töten. Er setzt den Gedanken jedoch nicht in die Tat um. Als die Raffinerie, in der Mr. O’Brien beschäftigt ist, schließt, ist die Familie gezwungen umzuziehen. Der Vater verliert sein Selbstvertrauen und erklärt Jack, er sei nur so streng gewesen, um ihn auf ein Leben auf eigenen Füßen vorzubereiten.
Der Film endet in einer Traum- bzw. Jenseitssequenz: Der erwachsene Jack tritt durch einen in der felsigen Wüste aufgestellten Türrahmen. Daraufhin begegnet er an Stränden bzw. in einer Salzwüste seiner Mutter, seinem Vater, seinem toten Bruder sowie weiteren Menschen, die Teil seines Lebens waren. Der Film endet mit dem erneuten Erscheinen des Lichtes.

## Entstehungsgeschichte

### Anfänge und variierende Besetzung

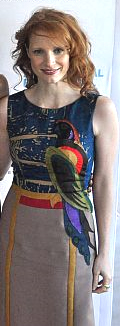
Jessica Chastain spielt Mrs O’Brien. Sie repräsentiert den „Weg der Gnade“, einen von zwei im Film vorgestellten möglichen Wegen durchs Leben.

Die Anfänge des Filmprojekts sollen bis Ende der 1970er Jahre zurückreichen. Malick hatte sich nach dem Kritikererfolg In der Glut des Südens (1978) mit einem Projekt namens „Q“ beschäftigt, das die Entstehung des Lebens zum Thema haben sollte. Der Film wurde jedoch 1983 verworfen, nachdem bereits viele Unterwasseraufnahmen von Quallen vor dem australischen Great Barrier Reef sowie Material von auseinanderbrechenden arktischen Eisflächen entstanden waren. Das Drehbuch, das Malick an das Filmstudio Paramount Pictures geschickt hatte, enthielt keine Dialoge. 1989 wurde ihm eine Verfilmung von D. M. Thomas’ preisgekröntem Holocaust-Roman The White Hotel angeboten. Auch spielte er mit dem Gedanken, Werke von Walker Percy (The Moviegoer) oder Larry McMurtry (The Desert Rose) zu verfilmen, ehe Malick erst nach zwanzig Jahren Leinwandabstinenz erfolgreich mit seinem dritten Spielfilm Der schmale Grat (1998) auf die Kinoleinwand zurückkehrte.
Mitte 2005 wurde Malicks The Tree of Life erstmals mit Produzent Donald Rosenfeld angekündigt. Die indische Percept Picture Company sollte den Film gemeinsam mit Sahara One Motion Pictures produzieren. Als Kameramann war Emmanuel Lubezki vorgesehen, während die Dreharbeiten teilweise in Indien stattfinden sollten. Für die Hauptrollen waren Mel Gibson und Colin Farrell vorgesehen. Die Produktionskosten wurden auf 145 Millionen US-Dollar geschätzt. 2007 wurde Heath Ledger, der im darauffolgenden Jahr verstarb, für die männliche Hauptrolle und Sean Penn für eine Nebenrolle gehandelt. Brad Pitt kam zuerst als Besitzer des Filmproduktionsunternehmens Plan B Entertainment mit seiner Geschäftspartnerin Dede Gardner mit dem Projekt in Berührung, ehe er die Hauptrolle des Vaters Mr. O’Brien übernahm. Pitt sollte The Tree of Life später als experimentellen Film und Malick als „Unperfektionist“ beschreiben, da er die „Perfektion in der Unvollkommenheit“ finde. Der Arbeitsprozess mit Malick sei für ihn eine prägende Erfahrung gewesen: „Er ist wie ein Kerl mit einem Schmetterlingsnetz, der wartet, um den richtigen Moment einzufangen.“ Viele der Szenen seien erst Tag für Tag am Set erarbeitet worden, was sehr anstrengend gewesen sei. „Er [Malick] liebt alle seine Charaktere, respektiert sie. Und er ist sehr spirituell, hat einen sehr universellen Zugang zur Welt. Wir hatten zahlreiche theologische Debatten während des ganzen Drehs“, so Pitt. Der fertige Film enthält entgegen der amerikanischen Tradition nur wenige Dialoge und sogar mit Musik überlagerte Sprechszenen nach Art eines Stummfilms.

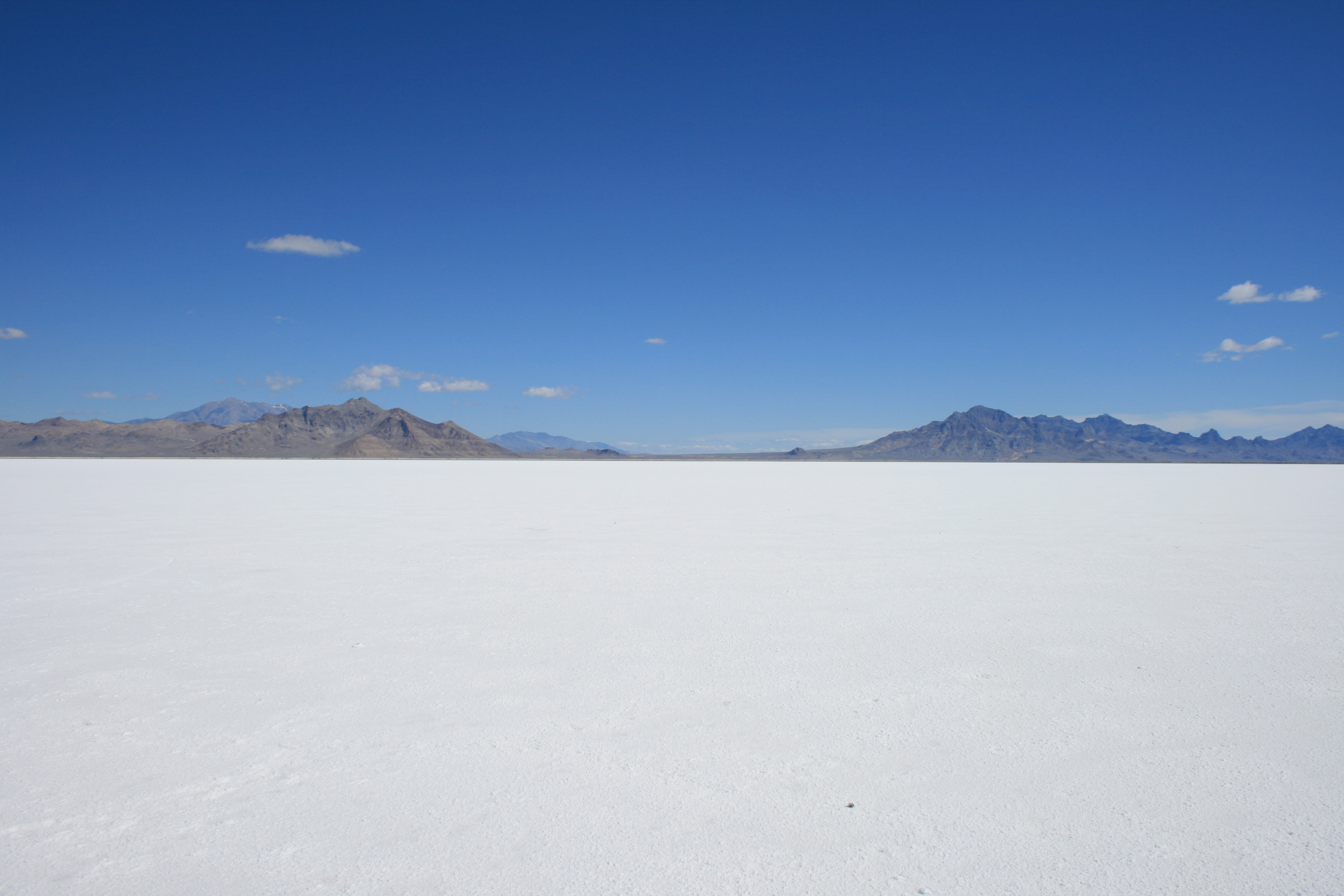
Die Bonneville Salt Flats (Große Salzwüste), einer der Drehorte von The Tree of Life

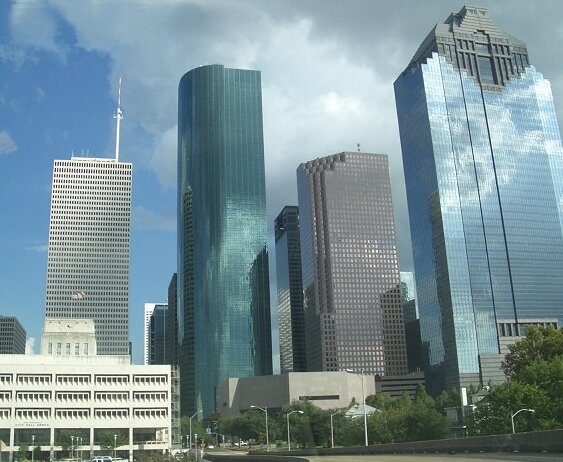
Die im Film auftauchende Skyline von Houston, wo Jack als Erwachsener arbeitet.

Als Pitts Filmgattin hatte man eine relativ unbekannte Schauspielerin verpflichten wollen und wählte die US-Amerikanerin Jessica Chastain aus, die vor ihrem Vorsprechen sämtliche Filme Malicks in chronologischer Reihenfolge studiert hatte. Malick wies sie an, sich in Vorbereitung auf die Dreharbeiten Filme aus den 1930er und 1940er Jahren, speziell von Lauren Bacall, anzusehen. Chastain sollte sich mit der im Vergleich zu heute langsameren Sprechweise vertraut machen. „Kaum ein Moment in diesem Film ist geplant“, gab Chastain wie Pitt an. „Er [Malick] hat eine Atmosphäre am Set erzeugt, die dafür sorgte, dass schließlich vor der Kamera sogar ein Schmetterling auf meiner Hand landet.“
Chastain verbrachte viel Zeit außerhalb der Dreharbeiten mit den drei für die Rollen der Söhne gecasteten Laiendarstellern Hunter McCracken, Laramie Eppler und Tye Sheridan. Diese waren nach einer einjährigen Suche in Texas und Oklahoma unter mehr als 10.000 Kindern ausgesucht worden. McCracken, Eppler und Sheridan, die in der engeren Auswahl für den Part des jungen Jack standen, wurden daraufhin zu den drei O’Brien-Geschwistern. Den Kinderdarstellern und ihren Eltern wurde nur die Rahmenhandlung, nicht aber das genaue Drehbuch gezeigt, da sie so natürlich wie möglich agieren sollten.

### Drehorte und technischer Stab
Die Dreharbeiten für die 1950er-Jahre-Sequenzen fanden ab Anfang März 2008 in Smithville, etwa 40 Meilen südöstlich von Austin nahe dem Colorado River (Texas), statt. Weitere Drehorte waren Houston, Austin (Barton Springs sowie das State Capitol), die Baumwollfelder von Manor, Texas. Weitere Natursequenzen wurden im Goblin Valley State Park, in der Großen Salzwüste, am Mono Lake, im Death Valley, im Matagorda-Bay-Nationalpark sowie an der Mündung des Colorado River in den Golf von Mexiko gedreht.
Kameramann Emmanuel Lubezki, der bereits mit Malick bei The New World zusammengearbeitet hatte, verwendete natürliches Licht und Handkameras. Für das Szenenbild war der für There Will Be Blood Oscar-nominierte Jack Fisk zuständig, der seit Malicks Spielfilmdebüt Badlands – Zerschossene Träume (1973) zu jedem seiner Filme herangezogen wurde. Bei seiner Arbeit zu David Lynchs Mulholland Drive (2001) hörte Fisk zum ersten Mal vom Projekt. Malick gab ihm zum damaligen Zeitpunkt ein 20-seitiges Skript und teilte ihm mit, es handle sich um einen kleinen Film über eine Familie. Für das O’Brien-Haus ließ sich Fisk von seiner eigenen Kindheit inspirieren. Für die Kostüme zeichnete Jacqueline West verantwortlich, die sich vor den Dreharbeiten mit Filmen wie David Wark Griffiths Intoleranz (1916) oder Andrei Tarkowskis Nostalghia (1983) vertraut machte. Während sie für Jessica Chastain klassische Mode vorsah, ließ sie sich für die Garderobe von Brad Pitt von einem alten Foto von NASA-Ingenieuren aus Texas inspirieren, die Gabardine trugen. Für die O’Brien-Familie verwendete West vorwiegend fotografieähnliche Sepia-Töne, während für die scharfkantige Figur des erwachsenen Jack ein moderner schwarzer Anzug zum Einsatz kam.
Die orchestrale Original-Filmmusik komponierte der Franzose Alexandre Desplat. Diese sollte die Idee eines „Requiems für einen verlorenen Sohn“ reflektieren. Malick wünschte sich eine „tranceartige und meditative“ Musik für seinen Film, die sich natürlich an die vorkommenden Elemente wie Bäume, Gras oder eine Sternenexplosion anpassen sollte. Daraufhin wurden nur Live-Instrumente und keine elektronische Musik verwendet. Desplat vermied Elemente der Richtung New Age und vertraute auf einfache, zeitlose Klaviermusik. Darüber hinaus bestand Malick auf existierender Musik von so bekannten Komponisten wie Hector Berlioz (1803–1869) oder György Ligeti (1923–2006). Ligetis Musik war auch in 2001: Odyssee im Weltraum zum Einsatz gekommen. Von Bedřich Smetana ist Die Moldau sowie von Johannes Brahms die 4. Sinfonie zu hören. Aus Bilder einer Ausstellung von Modest Mussorgski wird zitiert, indem eine Schallplatte nach der Methode von Disk Jockeys bewegt wird. Desplat ließ sich von den Stücken inspirieren und nahm einen Soundtrack von zwei Stunden Laufzeit mit dem London Symphony Orchestra auf, wobei er nur Bruchstücke des Films gesehen hatte. Am 24. Mai 2011 wurde der Soundtrack von Lakeshore Records veröffentlicht.
Für Tree of Life konsultierte Malick selbst eine Reihe von Physikern, Astronomen und Biologen auf der ganzen Welt, darunter den US-amerikanischen Planetologen und Paläontologen Andrew Knoll von der Harvard University. Um den Urknall und die Entstehung des Lebens authentisch darzustellen, nutzte Malick das erste Mal in seiner Karriere die Möglichkeiten visueller Effekte. Bereits Jahre vor Drehbeginn hatte er Douglas Trumbull kontaktiert. Der Tricktechniker, der sich zu dieser Zeit bereits aus dem Filmgeschäft zurückgezogen hatte, war u. a. für die Effekte von 2001: Odyssee im Weltraum (1968), Unheimliche Begegnung der dritten Art (1977) oder Blade Runner (1982) verantwortlich und fand Gefallen an einer Zusammenarbeit mit Malick, der anstatt Computergrafiken lieber natürliche Phänomene aus Wasser und Farben favorisierte. Trumbull installierte heimlich ein Labor in Austin namens „Skunkworks“. Dort experimentierten beide u. a. mit Chemikalien, Farben, fluoreszierenden Farbstoffen, Dampf, Flüssigkeiten, Kohlenstoffdioxid, Lichtreflexen, Strömungslehre, Aufflammen und Hochgeschwindigkeitsfotografie, um kosmische Effekte zu simulieren. Diese fanden Eingang in den Film. Für computeranimierte Effekte wie die Dinosaurier-Sequenzen wurde Dan Glass verpflichtet, der u. a. an Matrix Reloaded (2003) und V wie Vendetta (2006) mitgewirkt hatte. Glass selbst wurde niemals über die genaue Handlung des Films oder die 1950er-Jahre-Sequenzen unterrichtet. Er wählte unbearbeitete Filmaufnahmen von Mammutbäumen in Nordkalifornien bzw. der Atacamawüste in Chile aus und platzierte Dinosaurier darin. Als wissenschaftlicher Berater hierfür wurde der US-amerikanische Paläontologe Jack Horner verpflichtet, der u. a. auch an Steven Spielbergs Jurassic Park (1993) mitgearbeitet hatte.

## Deutsche Synchronfassung
Die deutsche Synchronbearbeitung entstand bei Interopa Film in Berlin. Das Dialogbuch verfasste Alexander Löwe, Synchronregie führte Sven Hasper.
| Darsteller       | Deutscher Sprecher | Rolle         |
| ---------------- | ------------------ | ------------- |
| Brad Pitt        | Tobias Meister     | Mr. O’Brien   |
| Jessica Chastain | Marie Bierstedt    | Mrs. O’Brien  |
| Kelly Koonce     | Bernd Vollbrecht   | Father Haynes |
| Fiona Shaw       | Karin Buchholz     | Großmutter    |
| Sean Penn        | Marcus Off         | Jack          |
| Michael Showers  | Matthias Klages    | Mr. Brown     |
| Nicolas Gonda    | Matthias Rimpler   | Mr. Reynolds  |
|                  | Matthias Klages    | Will          |

## Kritiken

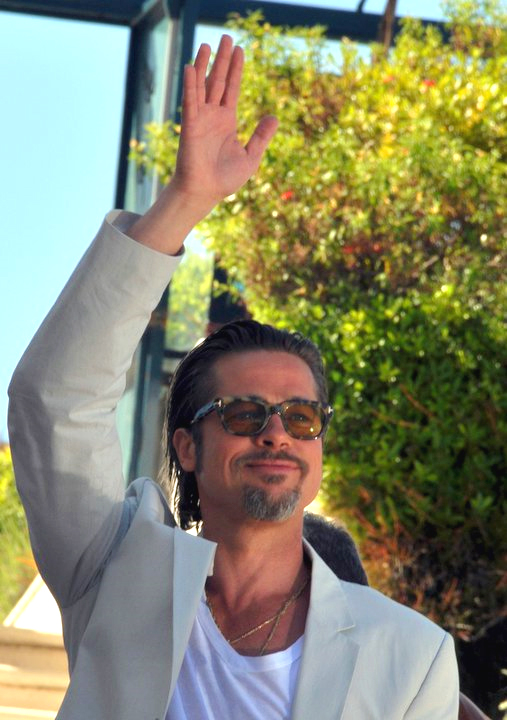
Hauptdarsteller und Produzent Brad Pitt bei den Filmfestspielen von Cannes 2011. Seine Figur des Mr. O’Brien steht für den „Weg der Natur“.

### Französische und deutschsprachige Pressestimmen
The Tree of Life feierte seine Premiere am 16. Mai 2011 im Rahmen der Filmfestspiele von Cannes. Malicks Regiearbeit war bereits ein Jahr zuvor im Wettbewerb erwartet worden, aber zum damaligen Zeitpunkt noch nicht fertiggestellt. Obwohl die Premiere von Malicks Film sowohl mit Buhrufen als auch Applaus quittiert wurde, befand der überwiegende Teil der französischen Fachkritik The Tree of Life als Favoriten auf die Goldene Palme, den Hauptpreis des Filmfestivals von Cannes. Der als öffentlichkeitsscheu geltende Regisseur war zwar in Cannes anwesend und besuchte heimlich die Uraufführung, weigerte sich aber, an Pressekonferenzen teilzunehmen, und entzog sich damit der Diskussion um die tiefere Bedeutung seines Films. „Terrence sieht sich als jemand, der ein Haus baut, aber er will es dann nicht auch verkaufen müssen.“, so Brad Pitt bei der offiziellen Pressekonferenz in Cannes. Schauspielerin Jessica Chastain gab an, The Tree of Life solle für sich selber sprechen. Thomas Sotinel (Le Monde) berichtete als eine der wenigen kritischen Stimmen, dass Malicks Regiearbeit „Verwunderung und viele Zweifel“ hinterlasse. Der „zerkleinerte Film“ zerspringe auf der Kinoleinwand, verursache „unsägliche Langeweile“, entwickle sich aber dann in wenigen Einstellungen mit „berührender Anmut“. Zwar sei der Urknall niemals sorgfältiger in Szene gesetzt worden, doch die Computer würden Malick „betrügen“, das computeranimierte Material habe „keine Seele“. Der Film habe etwas von einer „kosmischen (teilweise komischen) Unförmigkeit“ und könne das Publikum spalten.
Ebenfalls größtenteils positiv äußerte sich die deutschsprachige Presse. Verena Lueken (FAZ) pries den Film als überwältigende Kinoerfahrung und verglich The Tree of Life mit dem ersten Sehen von Stanley Kubricks 2001: Odyssee im Weltraum. Es gehe nicht „ums Bedeuten“, sondern wie in Malicks früheren Filmen „ums Sehen“. Die Natursequenzen seien ein „Erlebnis brillanten Filmemachens“, die Familiengeschichte folge nicht dem herkömmlichen Erzählstil, sondern wie Erinnerung funktioniere: „punktuell, unchronologisch, mit langen oder ganz kurzen Szenen aus verschiedenen Zeiten“. Die Off-Stimmen hätten laut Lueken etwas sparsamer eingesetzt werden können. Obwohl Sean Penn selten im Bild sei und kaum einen Dialogsatz spreche, verfüge er über eine „umwerfende Präsenz“. Nach dem zweiten Sehen korrigierte sich Lueken in Hinblick auf die Off-Stimmen: „Es wird gar nicht gepredigt, das macht ein zweites Sehen ganz klar. Und was beim ersten Mal in Cannes noch eine Ahnung war, liegt beim zweiten offen vor Augen. Dies ist, mit allem, was das abgedroschene Wort einmal bedeutete, eine Trauerarbeit.“ Laut Urs Jenny (Der Spiegel) spiele Malick Gott und lasse den Zuschauer in der „größtmöglichen Rückblende der Kinogeschichte“ zusehen, wie die Welt entstehe. Der junge Jack sei Malicks „Traum-Ego“, gleichzeitig schwelge der Regisseur in Schönheit, wie es Kubrick und Andrei Tarkowski getan hätten. Wie Jenny zog auch Susanne Ostwald (Neue Zürcher Zeitung) Vergleiche zu Kubricks 2001: Odyssee im Weltraum und pries The Tree of Life als den bisherigen Höhepunkt des Filmfestivals, als „bildgewaltiger Hymnus auf das Leben und die Entstehung allen Seins, eine Exploration der Urgewalten, die das Universum erschufen und zusammenhalten, eine Ode an die Liebe“. Malick finde eine Erklärung für den Glauben und es sei, „als habe man das Leben in seiner Essenz geschaut“.
Dominik Kamalzadeh (Der Standard) sah ebenfalls einen ersten Höhepunkt von Cannes. Noch nie sei Malick spiritueller gewesen, weshalb einige Buhrufe bei der Premiere zu erwarten gewesen seien. Dem Regisseur gehe es um „eine Art Überwindung der indifferenten Natur (als evolutionäres Werden) mit den poetischen Möglichkeiten des Kinos“. Die Schönheit seines Kinos sei eine, „die sich der Wiederherstellung der Wirkkraft von Bildern“ verdanke. Malicks Wagnis verdiene jeden Respekt, auch wenn manche Bilder schon zu sehr von anderen Kontexten überlagert seien. Tobias Kniebe (Süddeutsche Zeitung) zog ebenfalls Vergleiche zu Kubrick und urteilte, dass die Schönheit der Filmbilder am bewegendsten sei, solange diese ganz für sich ständen. Cristina Nord (die tageszeitung) erinnerten manche der Aufnahmen aus den Weiten des Kosmos an das Innere einer Gebärmutter. Alles laufe auf die These hinaus, dass „sich die Phylogenese in jeder Ontogenese“ wiederhole. Der Film blähe sich, auch durch die Filmmusik, bisweilen „zu sehr in seiner Spiritualität, seiner Naturmystik und Gottessuche.“ The Tree of Life sei eher „als Delirium über die letzten Dinge“, nicht als „Mittel der Zeitdiagnose“ zu verstehen. Wolfgang M. Schmitt (Die Filmanalyse) kritisierte, Malick verknüpfe Kreationismus mit Darwinismus, sodass der Film letztlich „eine Ayurveda-Massage auf Darwins Rücken mit christlicher Kirchenmusik zum Wohlfühlen“ sei.

### US-amerikanische Fachkritik

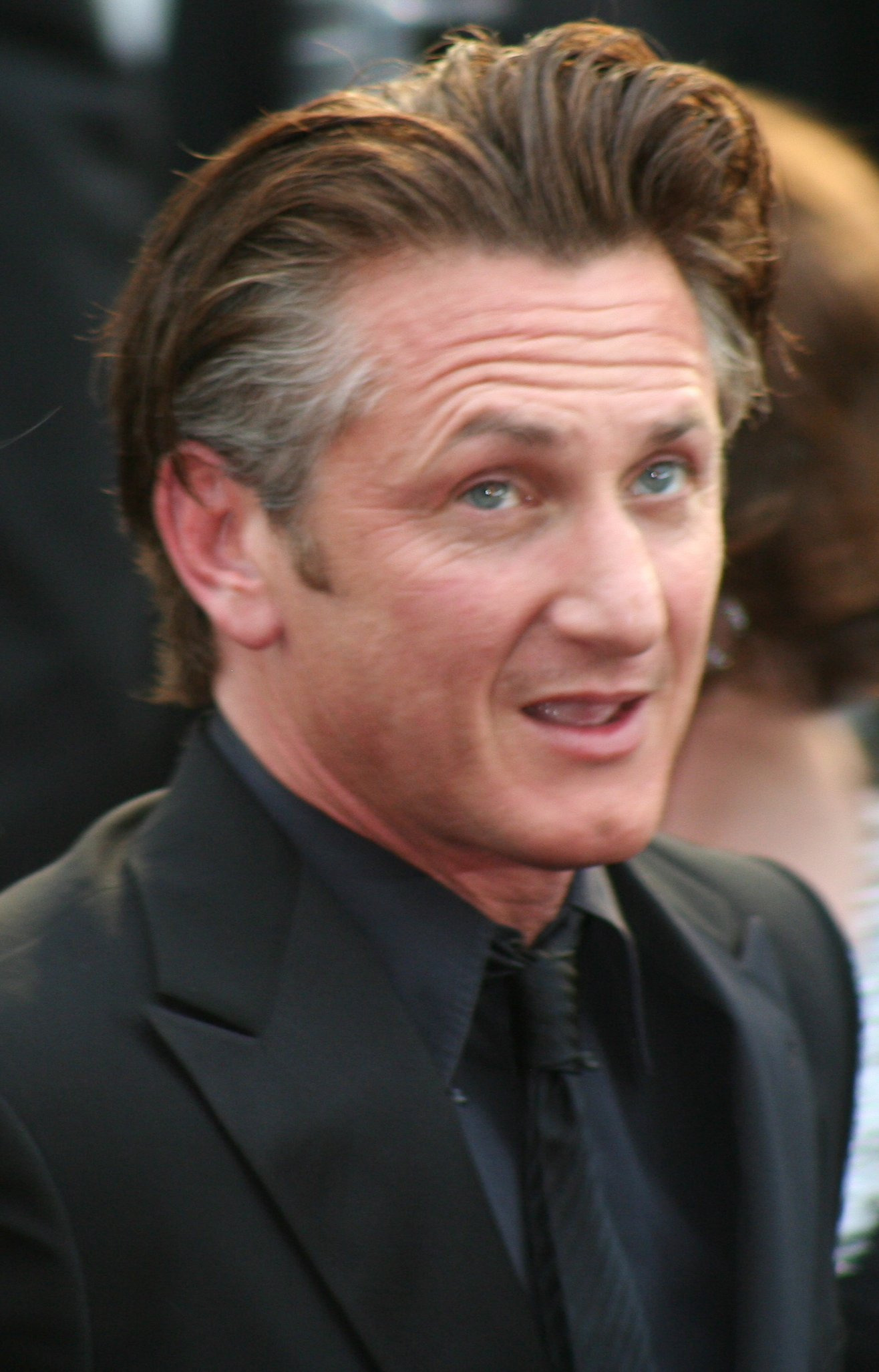
Der zweifache Oscar-Preisträger Sean Penn stellt den erwachsenen Jack dar.

The Tree of Life startete wenige Tage nach seinem Triumph in Cannes am 27. Mai 2011 in ausgewählten US-amerikanischen Kinos. In der Heimat von Terrence Malick erhielt der Film fast ausnahmslos positive, oftmals sehr gute Kritiken. Von 36 berücksichtigten Filmkritiken fanden 34 den Film „positiv“, zwölf vergaben die Bestnote 100. Kenneth Turan (Los Angeles Times) urteilte, es handle sich um „eine Art von ultimativen amerikanischen Kunstfilm“ mit einem sorgfältig ausgewählten Choral-Soundtrack (unter anderem Bach, Couperin, Mozart, Mahler, Smetana, Gorecki, Respighi, Holst, Taverner) und Bildern von außergewöhnlicher Schönheit. Es sei schwer, an einen Film zu denken, der so privat und persönlich ist, wie sich The Tree of Life anfühle. Die Handlung um die Familie O’Brien stelle – obwohl tief empfunden und gut gespielt – eine recht bekannte Konstellation dar und erinnere an Elia Kazans Jenseits von Eden. Malick nutze Stil und Geschick, um das „Gewöhnliche mit Bedeutung“, das kleine Einfamilien-Drama mit kosmischer Beschäftigung und der Seelensuche des älteren Jack „zu tränken“. Seine „große Fähigkeit“ halte den Zuschauer für einige Zeit, es sei aber nicht genug, um dem Mangel an dramatischer Verstrickung zu kompensieren – „diese eschatologischen Windmühlen neigen die Geschichte zu überwältigen“, so Turan. Roger Ebert (Chicago Sun-Times) nannte den Film von „überwältigendem Ehrgeiz und tiefer Ergebenheit“ und zog ebenso den Vergleich zu 2001: Odyssee im Weltraum. Auch Ebert bemerkte, dass der Familiengeschichte ein offenkundiger Plot fehle und lobte das detaillierte Szenenbild von Jack Fisk. A. O. Scott (The New York Times) lobte ebenso Fisk sowie die Kameraarbeit von Emmanuel Lubezki und die Darstellerleistungen von Brad Pitt, Jessica Chastain und Laiendarsteller Hunter McCracken – Malicks Alter-Ego. Die Schönheit des Films sei „überwältigend“. Wie bei anderen Werken der religiös gesinnten Kunst seien die „ästhetischen Herrlichkeiten angebunden zu einem demütigen und erhabenen Zweck, nämlich das Licht des Heiligen auf die weltliche Realität schimmern zu lassen“. Scott beschrieb den Film auch als „Ode an die Kindheit“ und verglich ihn mit William Wordsworths Ode Intimations of Immortality, transportiert in die Welt der Fernsehserie Leave It to Beaver. Er nannte Malick in einer Reihe mit den US-amerikanischen Romantikern Herman Melville (Moby Dick), Walt Whitman (Leaves of Grass), Hart Crane (The Bridge) und James Agee (A Death in the Family). Gerade die teilweise erscheinende Unbeholfenheit, Unvollendetheit, Ungeschliffenheit und fehlende Perfektion ihrer Werke sei es, die sie lebendig und spannend machten. Zwar wäre Malick besser beraten gewesen, die Dinosaurier- und Jenseitssequenzen nicht in die endgültige Filmfassung aufzunehmen, aber die Phantasie lebe von Risiken, „inklusive des Risikos des Unverständnisses“. Scott könne nicht sagen, ob alle Teile zusammenhängen, alles einen Sinn ergebe und funktioniere, er vermute aber irgendwann – „zwischen jetzt und dem Jüngsten Gericht“.
Der Film präsentierte laut dem amerikanischen Branchendienst Variety „etwas Außergewöhnliches“ und sei „in vielen Dingen das einfachste, jedoch am meisten herausfordernde Werk“ von Malick. Sein „einwandfreies Kunstkino“, Malicks emotional ansprechendste Arbeit seit In der Glut des Südens, werde die Kritikerstimmen spalten. Die anrührenden Bilder von den Freuden, Sorgen und Unsicherheiten des jungen Jack atmeten eine an Norman Rockwells Bilder erinnernde Nostalgie. The Tree of Life, ein Ausnahmefilm darin, dass er nach der Anwesenheit Gottes in einer gefallenen Welt dringend frage und sie zugleich akzeptiere, verstehe jede Kindheit als eine Schöpfungsgeschichte für sich. The New Yorker verglich Malick in seiner langsamen Arbeitsweise und Scheuheit mit dem Autor Thomas Pynchon. Sean Penn stelle die erste Filmfigur des Regisseurs dar, die in der Gegenwart lebe. Das Sehen des Films sei vergleichbar mit dem Lesen von Ralph Waldo Emersons Essay The Over-Soul. Peter Travers (Rolling Stone) befand, dass The Tree of Life mit den Augen eines Poeten gefilmt und ein „Bahnbrecher“ sei, „eine persönliche Vision, die es wage, nach den Sternen zu greifen“. Kameramann Emmanuel Lubezki verbinde die intime Geschichte mit der kosmischen, indem er „Wunder von Licht und Schatten“ kreiere. Pitts Figur sei durch schwache Leistungen gebrochen und lasse den Zuschauer die Qual subtil spüren.

## Auszeichnungen
The Tree of Life wurde bei den Filmfestspielen von Cannes 2011 mit der Goldenen Palme ausgezeichnet. Malick blieb aber der Verleihung fern. Die Produzenten Dede Gardner und Bill Pohlad nahmen den Preis stellvertretend für den Regisseur entgegen. Von der Filmkritikervereinigung FIPRESCI wurde der Film mit dem Grand Prix de la FIPRESCI ausgezeichnet. Ebenfalls im Jahr 2011 folgte der US-amerikanische Gotham Award als „Bester Film“ (gemeinsam mit Mike Mills’ Beginners) und bei der Verleihung des New York Film Critics Circle Award folgten Auszeichnungen für Brad Pitt (Bester Hauptdarsteller), Jessica Chastain (Beste Nebendarstellerin) und die Kameraarbeit von Emmanuel Lubezki. Chastain wurde für ihre Rolle u. a. auch der Hollywood Breakthrough Award des Hollywood Film Festivals zuteil. Komponist Alexandre Desplat gewann u. a. für seine Musik zu The Tree of Life den World Soundtrack Award. Bis Januar 2012 folgten u. a. drei Oscar-Nominierungen (Bester Film, Beste Regie, Beste Kamera), die Filmpreise der Kritikervereinigungen von Chicago, San Francisco und Toronto sowie der Online Film Critics Society Award als Bester Film.
2016 landete The Tree of Life bei einer Umfrage der BBC auf Platz sieben der 100 bedeutendsten Filme des 21. Jahrhunderts. Im Jahr zuvor hatte Malicks Regiearbeit in der BBC-Wahl der 100 bedeutendsten amerikanischen Filme Platz 79 belegt.

## Deutsche Heimkinoveröffentlichung
Am 10. November 2011 veröffentlichte Concorde Home Entertainment den Film auf DVD und Blu-ray Disc mit FSK-12-Freigabe. Das Bildformat ist 1,85:1. Der Ton liegt in deutscher und englischer Sprache in DTS-HD Master Audio 5.1 vor. Das 30-minütige Bonusmaterial beinhaltet eine Dokumentation über die Hintergründe des Films und zwei Kinotrailer.

## Extended Cut
In enger Zusammenarbeit mit Terrence Malick produzierte The Criterion Collection eine Langfassung von The Tree of Life. Die erweiterte Version hat eine Laufzeit von 188 Minuten und wurde bei den Internationalen Filmfestspielen von Venedig 2018 uraufgeführt, bevor sie am 11. September 2018 auf DVD und Blu-ray Disc in den USA erschien. Die neue Schnittfassung ist kein Director’s Cut, sondern eine alternative Version von The Tree of Life. Darüber hinaus wurde der Film in 4K neu abgetastet und restauriert.